# Greve (municipio)
El municipio de Greve es un municipio (kommune) de Selandia, perteneciente a la región del mismo nombre, en Dinamarca. Tiene una población de 21.156 habitantes en 2012.
El municipio toma su nombre del pueblo de Greve, hoy conocido como Greve Landsby. Su principal localidad, sin embargo, es Greve Strand.
Limita al oeste con Roskilde, al norte con Høje-Taastrup e Ishøj, al este con la bahía de Køge, y al sur con Solrød.
El municipio fue formado en 1970 con la unión de 6 parroquias, y formó parte de la provincia de Roskilde. En 2007, la provincia desapareció y Greve se integró a la nueva región de Selandia. Al contrario de muchos municipios daneses, su territorio quedó intacto.

## Localidades
El municipio de Greve cuenta con una población de 47.942 habitantes en el año 2012. Tiene 4 localidades urbanas (byer), en las que residen 47.038 habitantes. Un total de 776 personas reside en localidades rurales (localidades con menos de 200 habitantes).
| Localidades más pobladas de Greve |              |                  |
| N.º                               | Localidad    | Población (2012) |
| 1                                 | Greve Strand | 15.159           |
| 2                                 | Tune         | 5.016            |
| 3                                 | Greve        | 744              |
| 4                                 | Kildebrønde  | 377              |